# 伊賀北部農業協同組合
伊賀北部農業協同組合（いがほくぶのうぎょうきょうどうくみあい、通称:JAいがほくぶ）は、三重県伊賀市に本店を置いていた農業協同組合。

## 概要
1988年（昭和63年）4月1日設立。2009年（平成21年）4月現在、組合員は12,414人、職員は569人である。総代は600人であるが、2011年（平成23年）度の選挙で、前年より50人多い52人の女性が選出された。
2018年、伊賀南部農業協同組合と合併して、伊賀ふるさと農業協同組合となった。
- 出資金：約25.4億円（2008年）
- 販売高：約49億円（2008年）

## 本支店
- 本店 - 三重県伊賀市四十九町1294番地
- 上野北支店
- 上野西支店
- 上野東支店
- 上野南支店
- 伊賀支店
- 島ヶ原支店
- 阿山支店
- 大山田支店

### ふれあい店
- 上野北営農生活センター管内
  - 上野、新居、三田野間、諏訪、小田、長田、久米、花之木
- 上野西営農生活センター管内
  - 花垣、古山、府中、中瀬
- 上野南営農生活センター管内
  - 依那古、神戸、猪田、比自岐、友生
- 伊賀営農生活センター管内
  - 西柘植、柘植、壬生野
- 島ヶ原営農生活センター管内
- 阿山営農生活センター管内
  - 河合、鞆田、玉滝、槇山、丸柱
- 大山田営農生活センター管内
  - 山田、布引、阿波

## 主な事業
- アスパラ選果場
- 育苗センター - 5ヶ所（拠点施設3、補助施設2）設置。
- Aコープ - 「JAマート」3店と「JAのお店」1店を運営。
- ガソリンスタンド - 4つの給油所を経営。
- カントリーエレベーター - 2ヶ所。
- 堆肥センター - 2ヶ所設置。
- やすらぎセンター
- 旅行センター

など

## 主な生産物
- ブドウ
- 伊賀米
- 伊賀牛
- 梨
- なばな